# Эдон
Эдо́н (фр. Édon) — коммуна во Франции, находится в регионе Пуату — Шаранта. Департамент — Шаранта. Входит в состав кантона Вильбуа-Лавалет. Округ коммуны — Ангулем.
Код INSEE коммуны — 16125.
Коммуна расположена приблизительно в 410 км к юго-западу от Парижа, в 125 км южнее Пуатье, в 24 км к юго-востоку от Ангулема.

## Население
Население коммуны на 2008 год составляло 252 человека.
| 1962 | 1968 | 1975 | 1982 | 1990 | 1999 | 2008 |
| ---- | ---- | ---- | ---- | ---- | ---- | ---- |
| 278  | 284  | 256  | 286  | 306  | 224  | 252  |

## Экономика
В 2007 году среди 153 человек в трудоспособном возрасте (15—64 лет) 108 были экономически активными, 45 — неактивными (показатель активности — 70,6 %, в 1999 году было 69,1 %). Из 108 активных работали 97 человек (56 мужчин и 41 женщина), безработных было 11 (6 мужчин и 5 женщин). Среди 45 неактивных 7 человек были учениками или студентами, 18 — пенсионерами, 20 были неактивными по другим причинам.

## Достопримечательности
- Замок Рошбокур[фр.] (XVI век). Памятник истории с 1990 года[3]
- Церковь Сен-Пьер (XI—XII века). Памятник истории с 1965 года[4]
- Эдонский некрополь[фр.]. Памятник истории с 1989 года[5]
- Мельница Меньё (1863 год)

## Фотогалерея

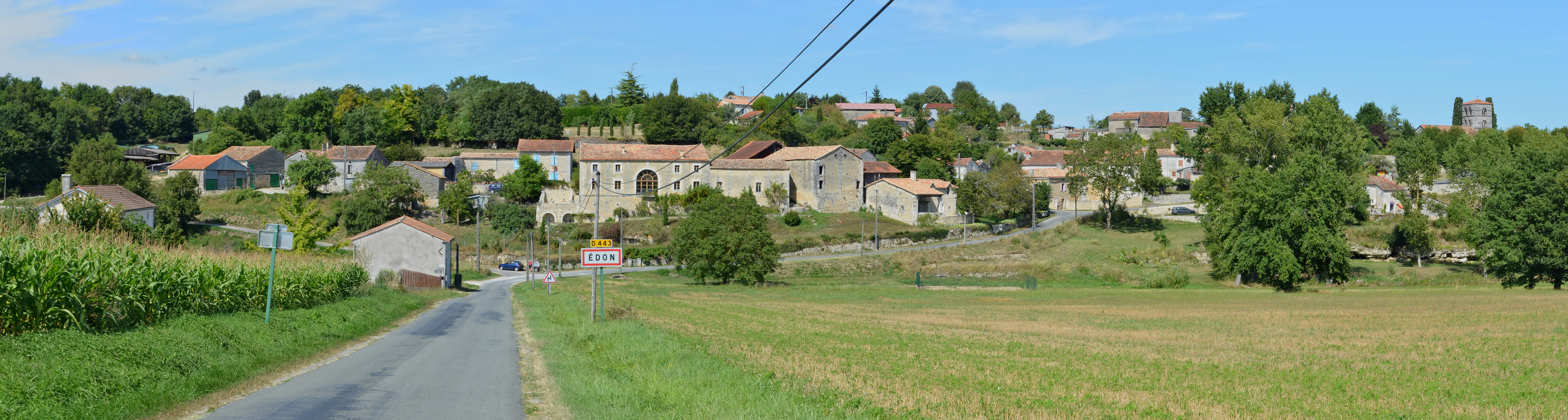
Эдон
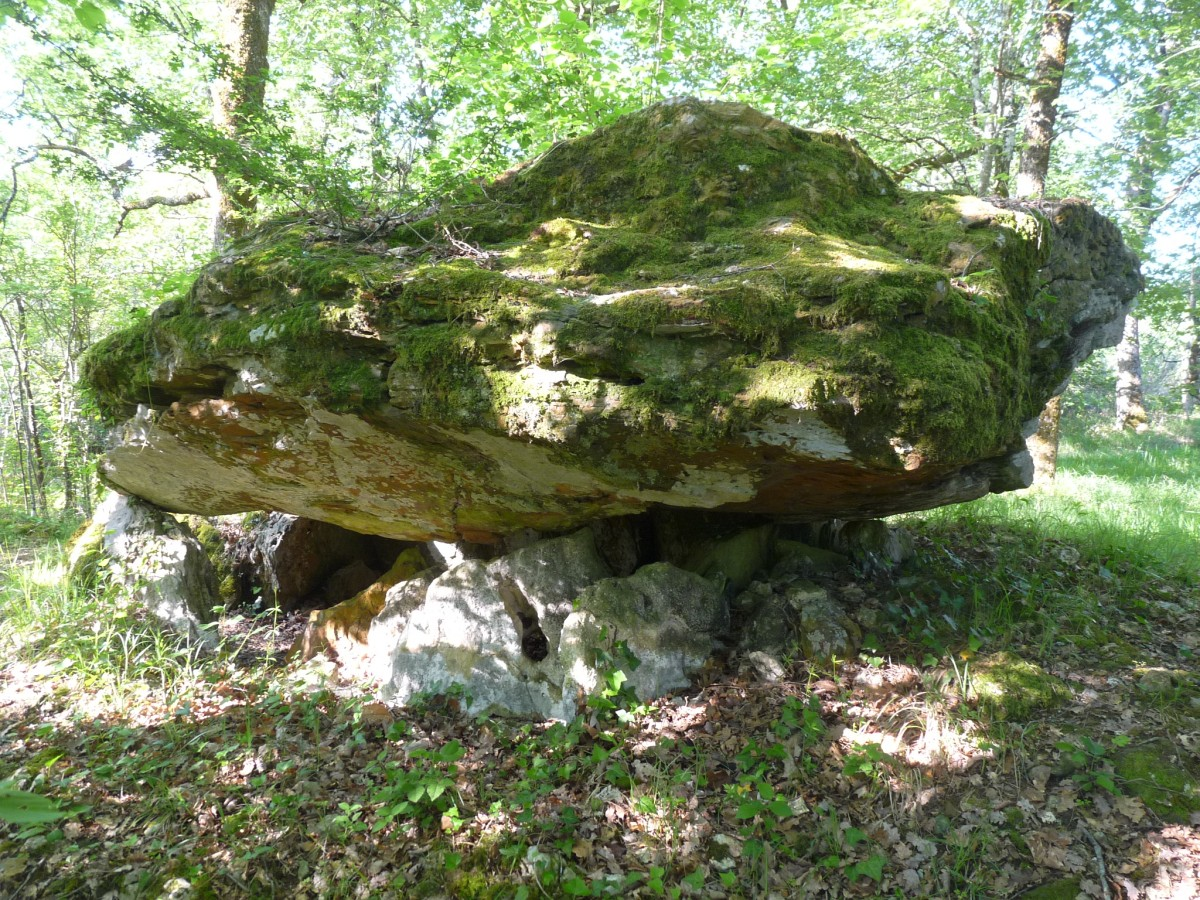
Эдонский некрополь[фр.]
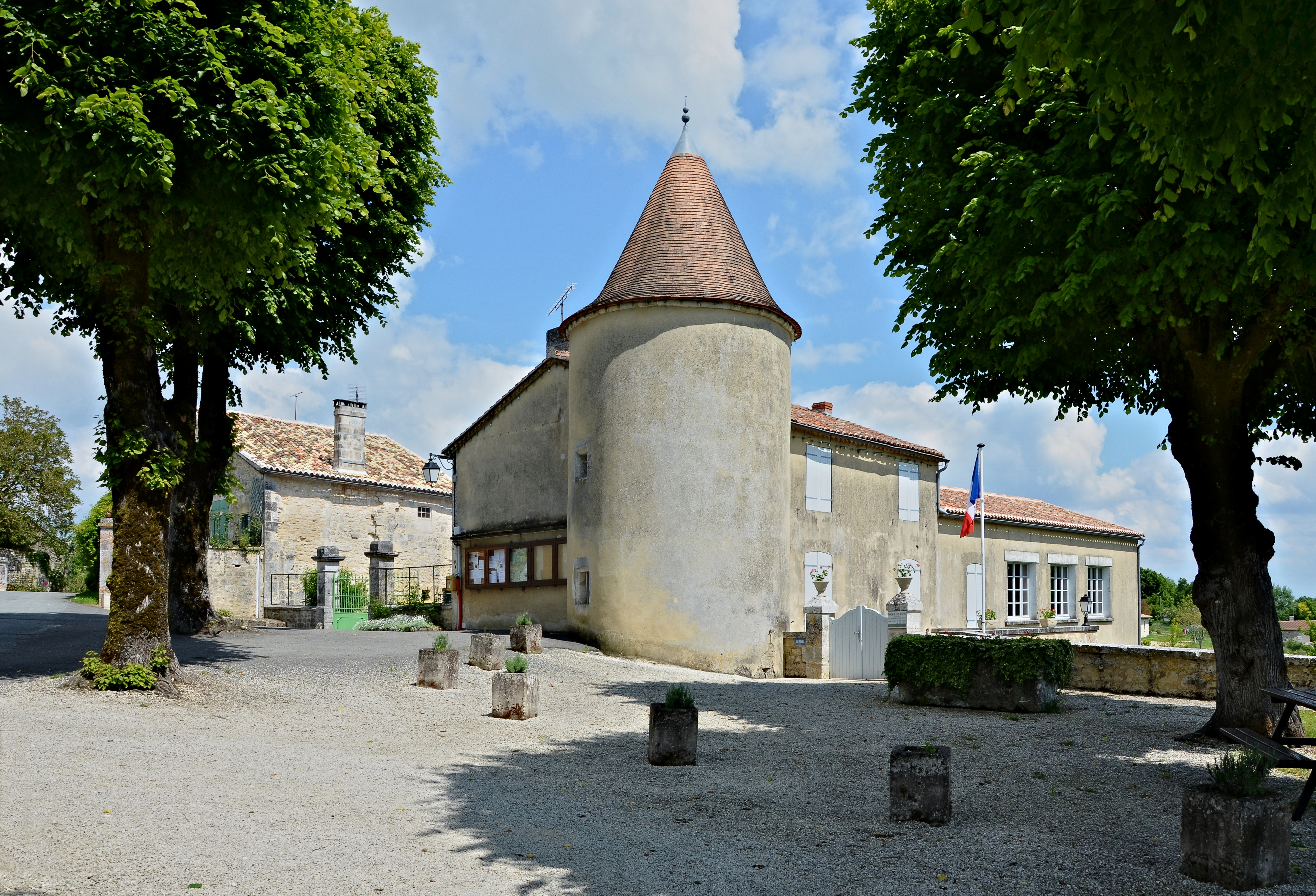
Мэрия